# 单侧花属
单侧花属（学名：Orthilia）是鹿蹄草科下的一个属，为草本植物。该属共有2种，分布于欧洲、亚洲和非洲。